# MVP de la Eurocup
El MVP de la Temporada de la Eurocup, premio al Jugador Más Valioso de la EuroCup es un galardón anual de la EuroCup, la competición internacional de baloncesto de clubes a nivel europeo, un nivel inferior a la Euroliga de primer nivel. El premio se creó en la temporada 2008-09.

## Criterio de selección

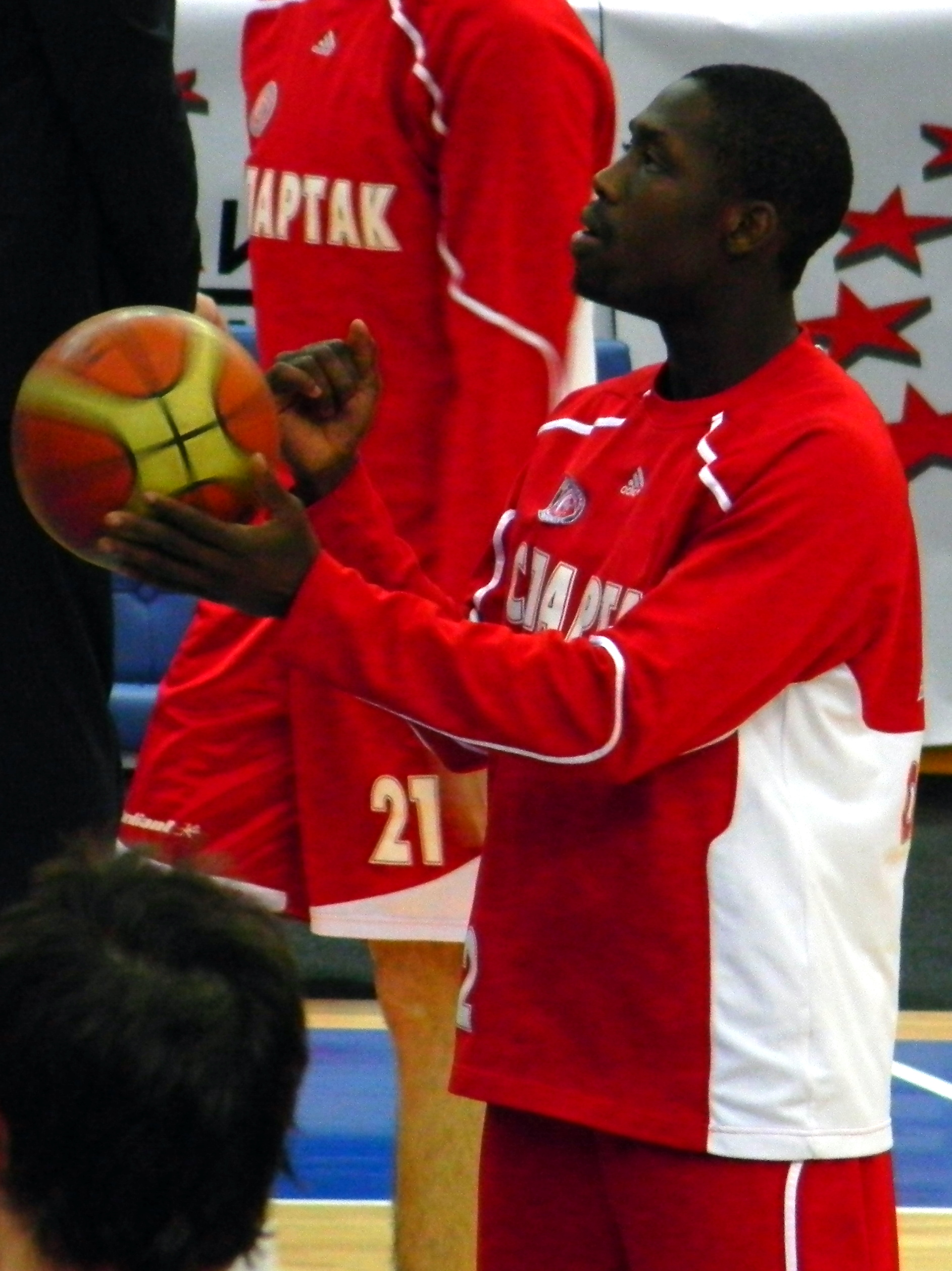
Patrick Beverley fue el MVP de la EuroCup 2011–12.

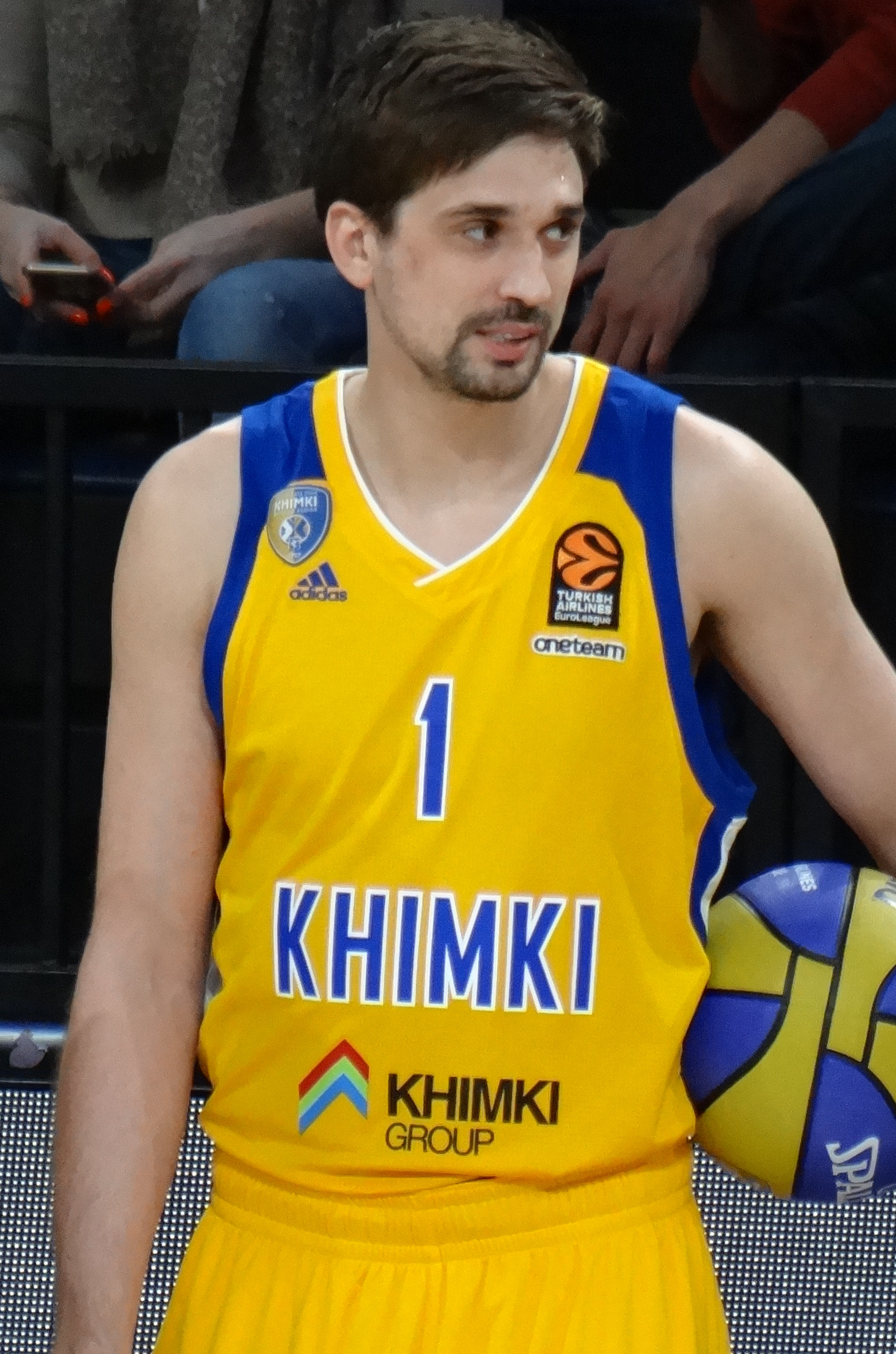
Alexey Shved fue el MVP de la EuroCup 2016–17.

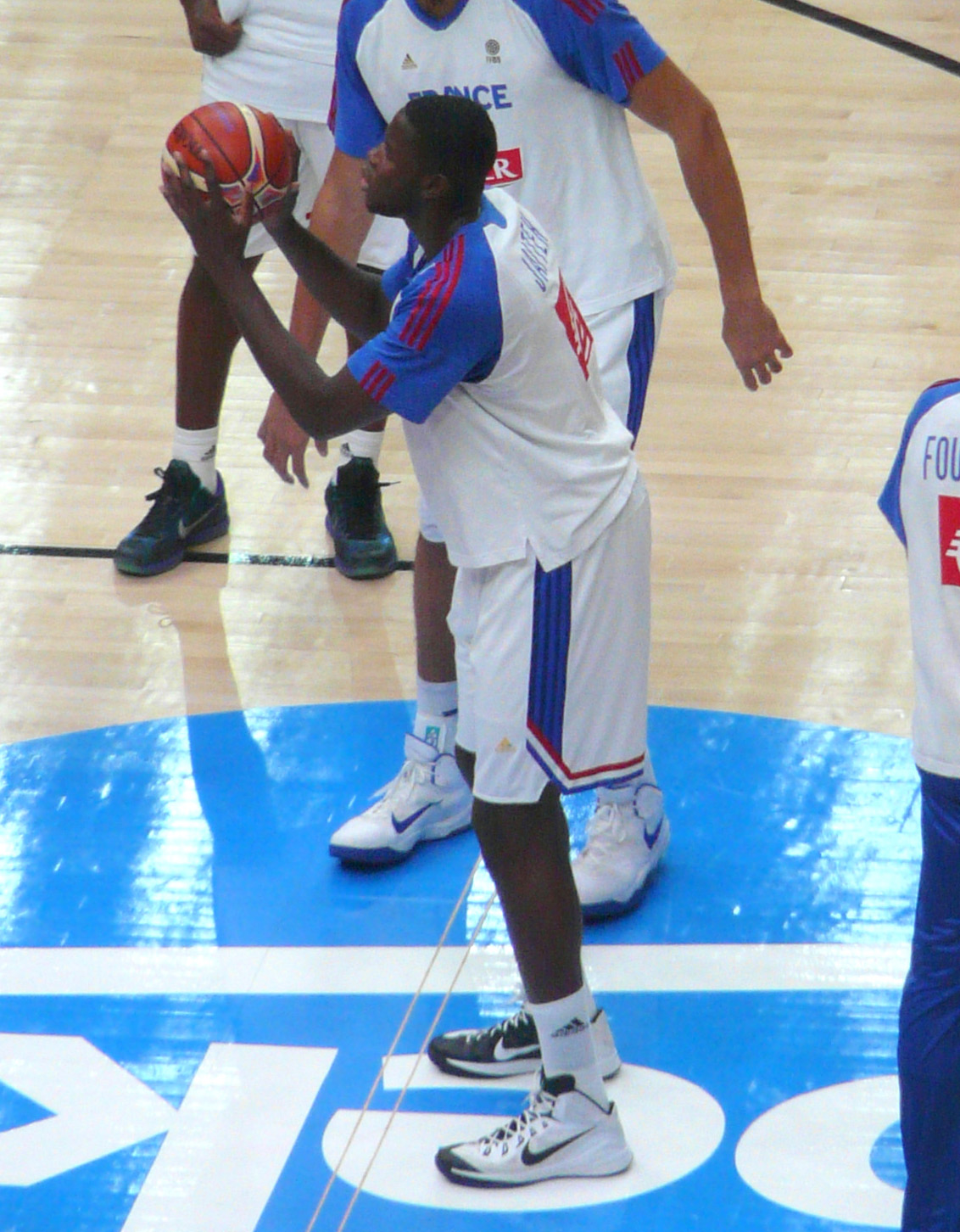
Mouhammadou Jaiteh, MVP en 2021–22.

El MVP de la Eurocup fue seleccionado inicialmente por un panel de expertos de baloncesto de la liga, desde la temporada 2008-09 hasta la 2015-16. A partir de la temporada 2016-17, se incorporó la votación en línea de los aficionados al proceso de selección del premio.

## Ganadores
| Temporada | Jugador                                                        | Equipo                                                         | Ref.                                                           |
| --------- | -------------------------------------------------------------- | -------------------------------------------------------------- | -------------------------------------------------------------- |
| 2008–09   | Chuck Eidson                                                   | Lietuvos Rytas                                                 | [ 2 ]                                                          |
| 2009–10   | Marko Banić                                                    | Bizkaia Bilbao Basket                                          | [ 3 ]                                                          |
| 2010–11   | Dontaye Draper                                                 | Cedevita Zagreb                                                | [ 4 ]                                                          |
| 2011–12   | Patrick Beverley                                               | Spartak St. Petersburg                                         | [ 5 ]                                                          |
| 2012–13   | Nick Calathes                                                  | Lokomotiv Kuban Krasnodar                                      | [ 6 ]                                                          |
| 2013–14   | Andrew Goudelock                                               | Unics Kazan                                                    | [ 7 ]                                                          |
| 2014–15   | Tyrese Rice                                                    | Khimki Moscow Region                                           | [ 8 ]                                                          |
| 2015–16   | Errick McCollum                                                | Galatasaray                                                    | [ 9 ]                                                          |
| 2016-17   | Alexey Shved                                                   | BC Khimki                                                      | [ 10 ]                                                         |
| 2017-18   | Scottie Wilbekin                                               | Darüşşafaka                                                    | [ 11 ]                                                         |
| 2018–19   | Luke Sikma                                                     | Alba Berlin                                                    | [ 12 ]                                                         |
| 2019–20   | Sin premio por la cancelación debida a la pandemia de covid-19 | Sin premio por la cancelación debida a la pandemia de covid-19 | Sin premio por la cancelación debida a la pandemia de covid-19 |
| 2020–21   | Jamar Smith                                                    | UNICS Kazan                                                    | [ 13 ]                                                         |
| 2021–22   | Mouhammadou Jaiteh                                             | Virtus Segafredo Bologna                                       | [ 14 ]                                                         |
| 2022–23   | Jerian Grant                                                   | Türk Telekom B. K.                                             | [ 15 ]                                                         |
| 2023–24   | T. J. Shorts                                                   | Paris Basketball                                               | [ 16 ]                                                         |
| 2024–25   | Jared Harper                                                   | Hapoel Jerusalem                                               | [ 17 ]                                                         |